# Донбас (фільм, 2018)
«Донбас» (нім. Donbass) — драматичний фільм режисера Сергія Лозниці, поставлений 2018 року. Спільне виробництво Німеччини, України, Франції, Нідерландів та Румунії. Світова прем'єра відбулася 9 травня 2018 на 71-му Каннському міжнародному фестивалі, де стрічка отримала приз за найкращу режисуру в програмі «Особливий погляд», а також стала фільмом-відкриттям фестивалю.. Фільм вийшов у обмежений український кінопрокат в одному кінотеатрі — київському кінотеатрі Жовтень — 20 вересня 2018 року.
29 серпня 2018 року Український Оскарівський Комітет оголосив фільм «Донбас» національним претендентом від України на номінацію премії «Оскар» в категорії «Найкращий фільм іноземною мовою». У жовтні цього ж року фільм пройшов кваліфікаційний відбір та ввійшов до «довгого списку номінантів 91-го Оскара». У грудні фільм не потрапив до короткого списку з дев'яти фільмів, які продовжили «оскарівські» змагання в номінації «Найкращий фільм іноземною мовою».
Займає 14-у позицію у списку 100 найкращих фільмів в історії українського кіно.

## Сюжет
Фільм складається з низки епізодів про реалії на окупованих територіях сходу України. Сцени взаємопов'язані між собою за принципом побудови сюжету в фільмі «Привид свободи» Бунюеля, де новий герой з одного епізоду переходить в інший. Сюжетні лінії уявляють собою реконструкцію справжніх подій, зафіксованих в професійних репортажах, любительських роликах на YouTube та спогадах місцевих жителів. Так, наприклад, в одній з сцен німецький журналіст та український оператор зустрічаються з російськими військовими, які не мають ніяких знаків розрізнення та видають себе за донецьких ополченців. Про цю подію Лозниця довідався від дніпропетровського режисера-документаліста Олександра Течинського, який і знявся в «Донбасі» в ролі самого себе. Інцидент самосуду населення окупованих територій над полоненим українським добровольцем насправді мав місце в Зугресі. Гротескний епізод із урочистою подією в РАЦС Новоросії репрезентує весілля ополченців «Кукли» та «БМВ».

## У ролях
| • Валеріу Андрюце       | … | командувач                                                               |
| • Борис Каморзін        | … | людина в плащі / Михалич                                                 |
| • Сергій Колесов        | … | «Беха», сепаратист, що одружується                                       |
| • Георгій Делієв        | … | «Батяня»                                                                 |
| • Костянтин Ітунін      | … | хлопець у білій сорочці                                                  |
| • Торстен Мертен        | … | німецький журналіст Міхаель Вальтер                                      |
| • Ірина Плесняєва       | … | гарна жінка                                                              |
| • Галина Корнєєва       | … | мати гарної жінки                                                        |
| • Світлана Колесова     | … | «Гюрза», сепаратистка, що виходить заміж                                 |
| • Наталя Бузько         | … | жінка в червоному, робітниця РАЦСу                                       |
| • Євген Чистяков        | … | хлопець з черепом                                                        |
| • Сергій Рускін         | … | Чапай, переодягнений                                                     |
| • Олександр Замураєв    | … | Семен, бізнесмен                                                         |
| • Вадим Дубовський      | … | мордатий начальник                                                       |
| • Тамара Яценко         | … | жінка з масовки                                                          |
| • Людмила Смородіна     | … | жінка в синьому                                                          |
| • Олеся Жураківська     | … | дівчина з відром                                                         |
| • Петро Панчук          | … | чоловік з бомбосховища                                                   |
| • Жанна Лубгане         | … | віце-президент Фонду мученика Феодосія Херсонського, фарбована блондинка |
| • Валерій Антонюк       | … | полонений                                                                |
| • Ніна Антонова         | … | бабуся в чорному                                                         |
| • Сергій Сміян          | … | боєць у балаклаві                                                        |
| • Ірина Заярміук        | … | керівниця масовки                                                        |
| • Григорій Маслюк       | … | мер міста                                                                |
| • Михайло Волошин       | … | чоловік у шапці                                                          |
| • Євген Чепурняк        | … | головлікар Коваленко                                                     |
| • Ігор Кирилчатенко     | … | український ополченець                                                   |
| • Владислав Сіманко     | … | хлопець з автобуса                                                       |
| • Олексій Бельдей       | … | другий хлопець з автобуса                                                |
| • Ярослав Безкоровайний | … | сепаратист у бандані                                                     |
| • Олена Хижна           | … | бандерша                                                                 |
| • Арсен Борисенко       | … | сепаратист                                                               |
| • Олександр Тешинський  | … | фотограф, перекладач                                                     |
| • Володимир Лубовський  | … | майор                                                                    |
| • Данило Макаров        | … | хлопчик з бомбосховища                                                   |
| • Ірина Кравченко       | … | бабуся на зупинці                                                        |
| • Валерій Пасічник      | … | командир на зупинці                                                      |
| • Олександр Черемушкін  | … | хлопець в куртці                                                         |
| • Віктор Алдошин        | … | чоловік у білому капелюсі                                                |
| • Олена Рєпіна          | … | божевільна                                                               |
| • Іван Баранов          | … | оператор                                                                 |

## Озвучення українською
Фільм знято практично на 100 % російською мовою, але для українського кінопрокату було створено багатоголосе озвучення українською. За словами члена УОК Мирослава Слабошпицького виробники переозвучили стрічку українською відповідно до законодавства України, а саме Закону України «Про кінематограф». Пізніше продюсер і дистриб'ютор фільму Денис Іванов заявив що більшість сеансів фільму після початку українського прокату 18 жовтня 2018 року будуть з оригінальною, російськомовною доріжкою, але додав що для україномовних глядачів буде кілька сеансів з українським багатоголосим озвученням (у тому числі протягом «технічного оскарівського» прокату 20-27 вересня 2018 року у київському кінотеатрі Жовтень). Згодом режисер фільму Сергій Лозниця заявив що він негативно поставився до створення українського дубляжу, назвавши це «дивним» та непотрібним оскільки «всі чудово розуміють російську мову». та висловився проти створення українського дубляжу як до його фільму «Донбас» так і загалом, заявивши, що «Дублювання фільму українською мовою (я вже не кажу про те, що я не впевнений в якості дубляжу в силу того, що ні досвіду, ні здібностей, ні звукорежисури такого рівня поки що в Україні немає) знищує фонограму та впливає, не в кращий бік, на сприймання стрічки.[…] Я проти того, аби фільми було дубльовано, — якою б мовою ці фільми не були зняті.»
Після початку українського прокату фільму у кінотеатрі Жовтень 20 вересня 2018 року, український кінокритик видання Детектор медіа Ігор Грабович схвально відгукнувся про українське багатоголосе озвучення стрічки, зазначивши що хоча звукорежисер переозвучення українською і не зовсім впорався з відтворенням нерозмовних звуків у фільмі (вибухів, інших шумів), але це лише додало фільмові «ефект стерильності», що за словами Грабовича допомогло ще більше оголити «моторошну соціальну механіку, яка стоїть за всім цим [божевіллям]».

## Знімальна група
- Автор сценарію — Сергій Лозниця
- Режисер-постановник — Сергій Лозниця
- Продюсер — Хайно Декерт
- Виконавчий продюсер — Кирило Красовський
- Співпродюсери — Жак Біду, Денис Іванов, Марк ван Вармердам, Пітер Варньє
- Оператор — Олег Муту
- Монтаж — Даніеліус Коканаускіс
- Художник-постановник — Кирило Шувалов
- Художник-костюмер —Дорота Рокепло
- Звукорежисер — Володимир Головницький
- Головний помічник по світлу—Володимир Клепаський

## Виробництво

### Кошторис
Фільм став одним із переможців Восьмого конкурсного відбору Державного агентства України з питань кіно. У листопаді 2017 року Держкіно уклало договір про надання частки державного фінансування знімання фільму. Загальний кошторис проєкту склав 71 млн 340 тис. гривень (2.5 млн. Євро), з них українського фінансування — 16,7 млн грн. «Донбас» створювався у копродукції Німеччини, України, Нідерландів, Франції та Румунії. Українським копродюсером виступив Денис Іванов та кінокомпанія Arthouse Traffic. У грудні 2017 року проєкт фінансово підтримав фонд Eurimages.

### Фільмування
Знімання епізодів фільму розпочали 8 лютого 2018 року на околицях Кривого Рогу в Тернівському районі Дніпропетровської області та воно тривало впродовж 4-х днів.

## Реліз

### За кордоном
4 травня 2018 року український дистриб'ютор фільму компанія Arthouse Traffic представила міжнародний постер фільму. Через декілька днів, 9 травня 2018 відбулася міжнародна прем'єра фільму на 71-му Каннському міжнародному фестивалі у рамках офіційної конкурсної програми Канн-2018 «Особливий погляд. Представляючи свій фільм, Сергій Лозниця подякував „своєму улюбленому кінофестивалю за можливість поділитися цією історією з міжнародною аудиторією“.
Фільм також показали у рамках міжнародних кінофестивалів у Карлових Варах (30 червня 2018), Мюнхені (30 червня), Єрусалимі (липень) та Мельбурні (серпень). У вересні 2018 його представили у рамках секції „Сучасний світ кіно“ (англ. Contemporary World Cinema) 43-го Міжнародного кінофестивалю в Торонто.
18 жовтня 2018 року фільм вийшов на екрани кінотеатрів Сіднея, Мельбурна і Канберри в Австралії, викликавши обурливу реакції тамтешніх російських дипломатів. Коментуючи вихід фільму на офіційній сторінці посольства РФ у Канберрі в Facebook, дипломати назвали фільм „саморобкою Лозниці“, який зі „смаком зображає жителів Донецької і Луганської народних республік у вигляді потворних, грубих, агресивних і розумово неповноцінних персонажів“. Дипломати заявили, що стрічка „не може не викликати огиди своїм демонстративним, нахабно виставленим напоказ відверто расистським русофобським зарядом у найгірших нацистських традиціях“. У відповідь російські дипломати отримали сотні коментарів користувачів соцмережі, які пишуть, що після такої „рецензії“ тепер точно сходять до кінотеатру і подивляться фільм.

### В Україні
Українська прем'єра стрічки відбулася 18 липня 2018 року на 9-му Одеському міжнародному кінофестивалі у позаконкурсній програмі „Фестиваль фестивалів“. У липні 2018 року під час літнього кіноринку 9-го Одеського міжнародного кінофестивалю стало відомо, що стрічка вийде в український обмежений кінопрокат 18 жовтня 2018 року, але пізніше, після обрання фільму претендентом від України на „Оскар“, аби задовольнити вимоги премії „Оскар“ щодо кінопрокату у власній країні українську прем'єру стрічки перенесли. Так протягом тижня з 20 по 27 вересня 2018 року відбувся обмежений прокат фільму в одному кінотеатрі — київському кінотеатрі Жовтень. Цікаво, що побачити стрічку з українським багатоголосим озвученням можна було лише протягом цього вересневого тижня, оскільки прокатник стрічки Артхаус трафік відмовився пустити стрічку з українським багатоголосим озвученням під час обмеженого прокату фільму з 18 жовтня по 2 грудня 2018 року.
Другий обмежений кінопрокат стрічки в Україні розпочався 18 жовтня 2018 року. Цікаво, що під час другого обмеженого прокату стрічки фільм був доступний лише з оригінальним російським озвученням, оскільки прокатник стрічки Артхаус трафік відмовився пустити стрічку з українським багатоголосим озвученням під час цього обмеженого прокату. Також з 18 жовтня 2018 року по 26 листопада фільм з оригінальною російським озвученням демонструвався в Україні у Києві, Одесі, Маріуполі, Харкові, Чернівцях, Дніпрі та Львові у рамках кінофестивалю компанії Артхаус трафік „Нове німецьке кіно — 2018“.

## Скандали

### Участь у фільмі митців, що порушили суверенітет України
У фільмі брали участь російські актори, що порушили суверенітет України незаконно відвідавши окупований Росією Крим; зокрема з червня 2018 року Державна прикордонна служба Україна заборонила на три роки в'їзд в Україну російському акторові Борису Каморзіну, який знімався в „Донбасі“.

### Відмова додати українське озвучення до легального VOD-релізу
Правовласник в Україні компанія Артхаус-трафік надав доступ до легального перегляду фільму у лютому 2019 року на VOD-платформі Sweet.TV та у березні 2020 року на VOD-платформі Oll.TV. Згодом з'ясувалося, що виробники фільму свідомо відмовили глядачам у можливості переглянути фільм з українським багатоголосим озвученням, не додавши його до релізу ні на VOD-платформі Sweet.TV ні на VOD-платформі Oll.TV. Це викликало неабияке невдоволення в українських кіноманів через відмову їм у праві на перегляд фільму українською й згодом навіть з'явилася онлайн-петиція на сайті change.org з вимогою додати аудіодоріжку з вже наявним україномовним багатоголосим озвученням.

## Відгуки критиків

### Закордонні кінокритики
Відразу після прем'єри стрічки на Каннському міжнародному кінофестивалі у травні 2018 року, більшість західних кінокритиків схвально відгукнулися про фільм. Так провідний кінокритик впливового британського видання The Guardian Пітер Бредшоу сказав що фільм „Донбас“ — це зворотна сторона медалі буйного бачення Кустурицею хаотичної війни в колишній Югославії. „Донбас“ є недосконалим, але яскравим досягненням». Хоча трохи згодом, за кілька днів після прем'єри в Каннах, з'явилися і менш схвальні рецензії західних кінокритиків, зокрема критик, сценарист та режисер Джеймс Леттімер підсумував свою рецензію для видання Британського інституту кіно Sight and Sound тезою що фільм «„Донбас“ говорить водночас забагато і замало про війну в Україні».

### Українські кінокритики
Після прем'єри стрічки на 9-му Одеському міжнародному кінофестивалі у липні 2018 року, більшість українських кінокритиків схвально відгукнулися про фільм.
Оглядач сайту mrpl.city Іван Синєпалов розташував стрічку на 2 місці у переліку найкращих фільмів, що вийшли в український прокат у 2018 році. На його думку, «фільм смішний — до абсурду. Жорстокий — до скреготу зубів. І правдивий — від першої до останньої хвилини».

## Нагороди та номінації
| Список нагород та номінацій                     | Список нагород та номінацій | Список нагород та номінацій                                     | Список нагород та номінацій | Список нагород та номінацій | Список нагород та номінацій |
| Кінофестиваль/Кінопремія                        | Рік                         | Категорія                                                       | Номінант(и)                 | Результат                   | Дж                          |
| ----------------------------------------------- | --------------------------- | --------------------------------------------------------------- | --------------------------- | --------------------------- | --------------------------- |
| 71-й Каннський кінофестиваль                    | травень 2018                | Приз «Особливий погляд»                                         | Донбас                      | Номінація                   | [ 52 ]                      |
| 71-й Каннський кінофестиваль                    | травень 2018                | Приз «Особливий погляд» за найкращу режисуру                    | Сергій Лозниця              | Перемога                    | [ 8 ] [ 9 ]                 |
| Кіноколо (1-ша церемонія вручення)              | 26.10.2018                  | Найкращий повнометражний ігровий фільм                          | Донбас                      | Перемога                    | [ 53 ]                      |
| Кіноколо (1-ша церемонія вручення)              | 26.10.2018                  | Найкращий режисер                                               | Сергій Лозниця              | Перемога                    | [ 53 ]                      |
| Кіноколо (1-ша церемонія вручення)              | 26.10.2018                  | Найкращий актор                                                 | Георгій Делієв              | Номінація                   | [ 54 ]                      |
| Кіноколо (1-ша церемонія вручення)              | 26.10.2018                  | Найкраща акторка                                                | Олеся Жураківська           | Номінація                   | [ 54 ]                      |
| 15-й Фестиваль європейського кіно в Севільї     | 2018                        | Гран-прі за найкращий фільм                                     | Донбас                      | Перемога                    | [ 55 ]                      |
| 49-й Індійський міжнародний кінофестиваль в Гоа | 2018                        | Золотий павич за найкращий фільм                                | Донбас                      | Перемога                    | [ 56 ]                      |
| 40-й Каїрський міжнародний кінофестиваль        | 2018                        | «Срібна піраміда» — спеціальний приз журі найкращому режисерові | Сергій Лозниця              | Перемога                    | [ 57 ]                      |
| Премія «Золота дзиґа»                           | 19.04.2019                  | Найкращий фільм                                                 | Донбас                      | Перемога                    | [ 58 ]                      |
| Премія «Золота дзиґа»                           | 19.04.2019                  | Найкращий режисер (премія імені Юрія Іллєнка)                   | Сергій Лозниця              | Перемога                    | [ 58 ]                      |
| Премія «Золота дзиґа»                           | 19.04.2019                  | Найкращий актор другого плану                                   | Георгій Делієв              | Номінація                   | [ 58 ]                      |
| Премія «Золота дзиґа»                           | 19.04.2019                  | Найкраща акторка другого плану                                  | Олеся Жураківська           | Номінація                   | [ 58 ]                      |
| Премія «Золота дзиґа»                           | 19.04.2019                  | Найкращий сценарист                                             | Сергій Лозниця              | Перемога                    | [ 58 ]                      |
| Премія «Золота дзиґа»                           | 19.04.2019                  | Премія глядацьких симпатій                                      | Донбас                      | Номінація                   | [ 58 ]                      |

## Зауваги
1. ↑  у фільмі також присутні декілька реплік українською
2. ↑  Визначення «національний фільм» згідно статті 3, Розділу I Закону України «Про кінематографі»: «національний фільм — створений суб'єктами кінематографії фільм, виробництво якого повністю або частково здійснено в Україні, основна (базова) версія мовної частини звукового ряду якого створена українською або кримськотатарською мовою, та який при цьому набрав необхідну кількість балів відповідно до оцінних елементів бальної системи, передбаченої цим Законом. За мотивованим рішенням Ради з державної підтримки кінематографії на підставі звернення суб'єкта кінематографії, якщо це виправдано художнім, творчим задумом авторів фільму, в основній (базовій) версії національного фільму (крім дитячих та анімаційних фільмів) допускається використання інших мов в обсязі, що не може перевищувати 10 відсотків загальної тривалості всіх реплік учасників фільму. Під час демонстрування національного фільму в Україні такі репліки мають бути дубльовані або субтитровані українською мовою»; див. текст закону на сайті ВРУ

## Матеріали
- Чортова дюжина «Донбасу»: рецензія на фільм Сергія Лозниці про окупований схід. Hromadske.ua. 11 травня 2018. Архів оригіналу за 17 лютого 2022. Процитовано 20.09.2018. (Рецензія)
- Гротескний «Донбас». Чи отримає «Оскар» фільм Лозниці про «не регіон, а поняття» [Архівовано 23 жовтня 2018 у Wayback Machine.] Новинарня. 23 жовтня 2018 (коментарі критиків)